# Ferenc Török
Ferenc Török (ur. 3 sierpnia 1935 w Budapeszcie) – węgierski pięcioboista nowoczesny. Wielokrotny medalista igrzysk olimpijskich.
Na igrzyskach olimpijskich 1964 w Tokio zwyciężył w konkurencji indywidualnej oraz zdobył brąz w drużynie. Nigdy nie został indywidualnie mistrzem świata, choć cztery razy stanął na podium tej imprezy – najczęściej przegrywał z rodakiem Andrásem Balczó. Większe sukcesy odnosił w drużynie. Na igrzyskach 1968 w Meksyku zdobył kolejny złoty medal, właśnie w drużynie. 
Jego bratem jest Ottó Török, również pięcioboista. Jego szwagier László Móra wystąpił na igrzyskach w jeździectwie, a teść Péter Abay w szermierce.

## Starty olimpijskie (medale)
Tokio 1964
- indywidualnie – złoto
- drużynowo – brąz

Meksyk 1968
- drużynowo – złoto